# Adhemar da Silva
Adhemar Ferreira da Silva  (né le 29 septembre 1927 à São Paulo et décédé le 12 janvier 2001 dans la même ville) est un athlète brésilien, spécialiste du triple saut, champion olympique en 1952 et 1956 et ancien détenteur du record du monde.

## Biographie
.

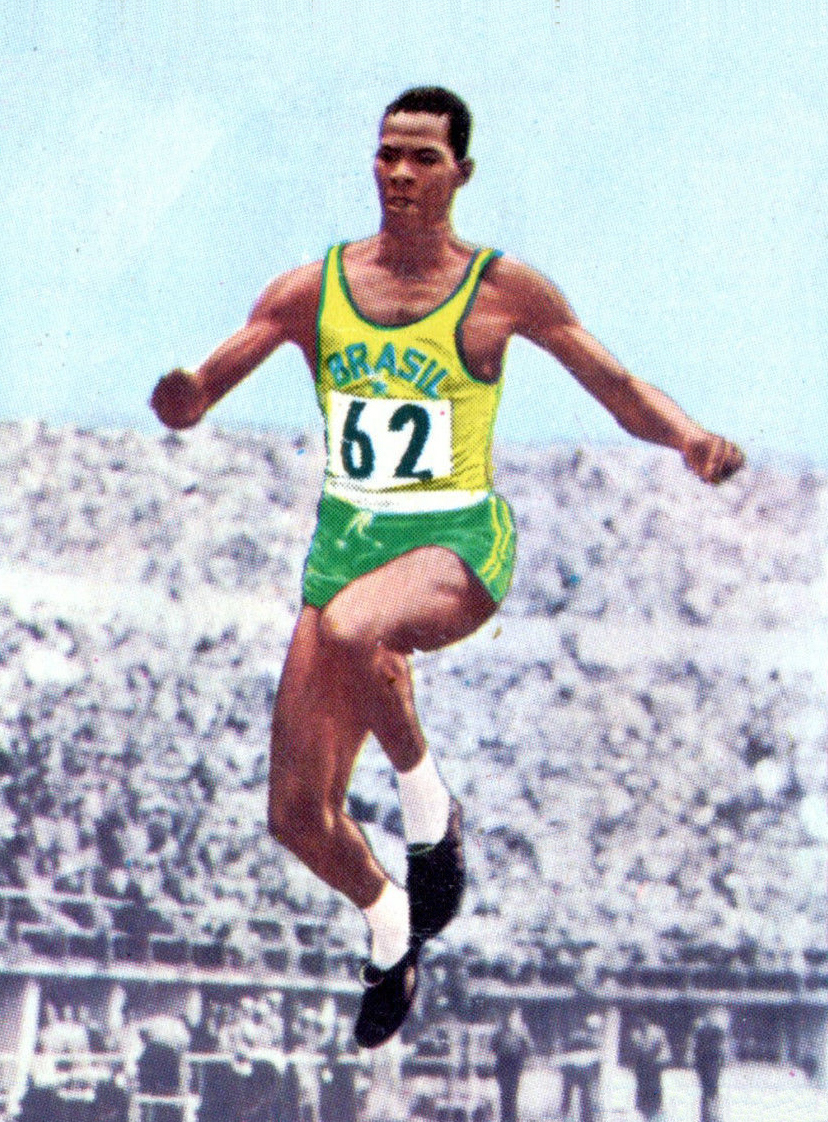
Adhemar da Silva en 1956

Né à São Paulo dans une famille pauvre, il débute en compétition en 1947. Entraîné par l'Allemand Dietrich Gerner, il montre rapidement son talent en battant le record national et en prenant part aux Jeux olympiques en 1948 où il s'adjuge la 8e place. Quatre ans plus tard, da Silva remporte, à Helsinki, le titre olympique qu'il conservera à Melbourne, en 1956, en battant le record olympique (16,34 m).
Il battit plusieurs fois le record du monde du triple saut, le portant en dernier lieu à 16,56 m le 26 mars 1955 à Mexico (source IAAF).
Par ailleurs, il joua le rôle de la Mort dans le film Orfeu Negro de Marcel Camus en 1959.
En mars 2012, il figure parmi les douze premiers athlètes intronisés au Temple de la renommée de l'IAAF ; de la sélection, il est seul le sud-américain et le seul sauteur.
Il était licencié au São Paulo Futebol Clube. Le maillot de football arbore deux étoiles en or en l'honneur de son record du monde et de son record olympique.

### Palmarès

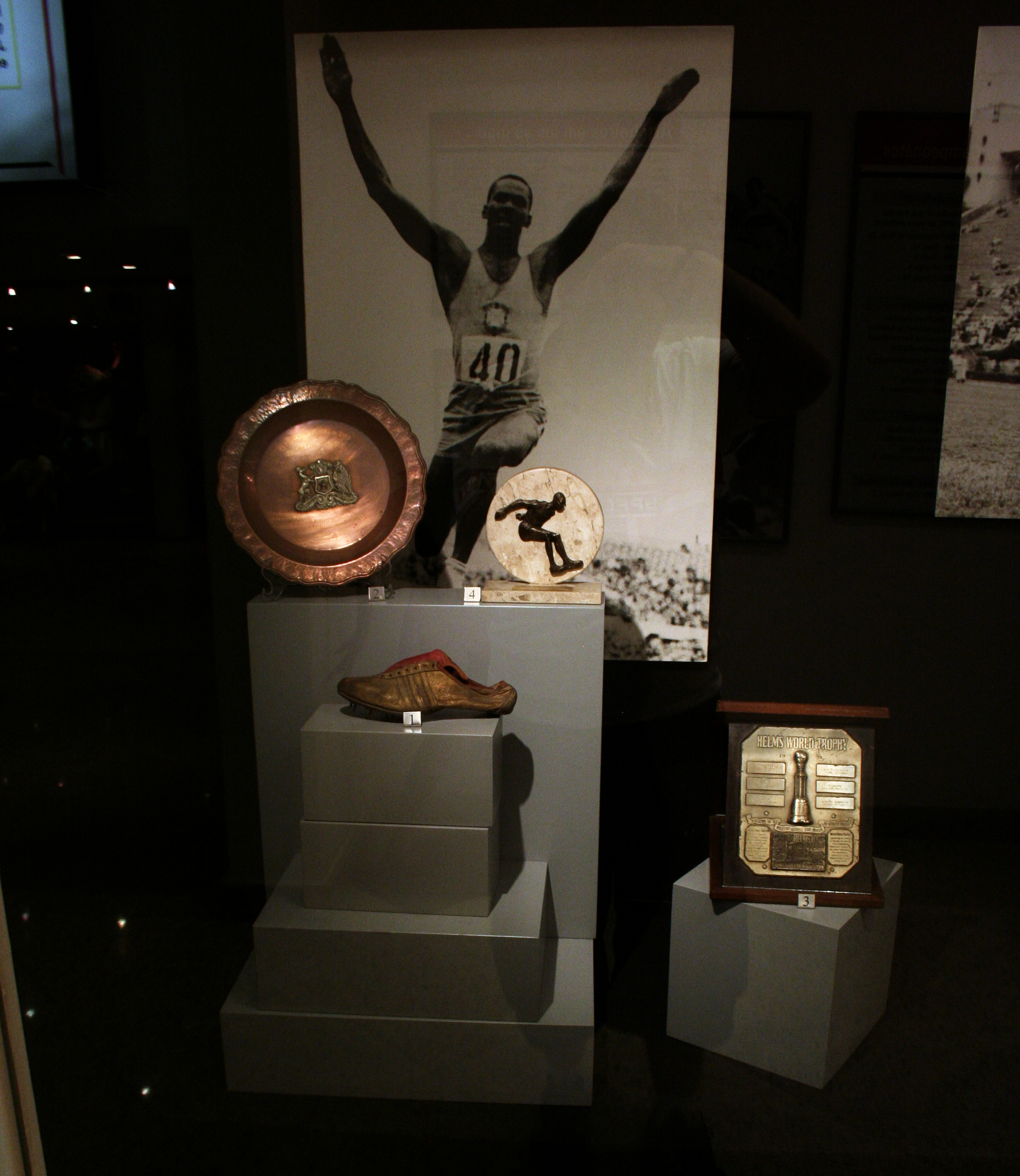
Mémorial à Adhemar da Silva

| Date | Compétition        | Lieu            | Résultat | Marque  |
| ---- | ------------------ | --------------- | -------- | ------- |
| 1951 | Jeux panaméricains | Buenos Aires    | 1er      | 15,19 m |
| 1952 | Jeux olympiques    | Helsinki        | 1er      | 16,22 m |
| 1955 | Universiade        | Saint-Sébastien | 1er      | 15,99 m |
| 1955 | Jeux panaméricains | Mexico          | 1er      | 16,56 m |
| 1956 | Jeux olympiques    | Melbourne       | 1er      | 16,35 m |
| 1959 | Jeux panaméricains | Chicago         | 1er      | 15,90 m |

### Records
| Épreuve     | Performance | Lieu   | Date         |
| ----------- | ----------- | ------ | ------------ |
| Triple saut | 16,56 m     | Mexico | 16 mars 1955 |